# 2005년 7월
| 2005년: 1월 · 2월 · 3월 · 4월 · 5월 · 6월 · 7월 · 8월 · 9월 · 10월 · 11월 · 12월 |

| <          | 2005년 7월 | 2005년 7월 | 2005년 7월 | 2005년 7월 | 2005년 7월  | >          |
| 일         | 월         | 화         | 수         | 목         | 금          | 토         |
|            |            |            |            |            | 1 5.25 병술 | 2 26 정해  |
| 3 27 무자  | 4 28 기축  | 5 29 경인  | 6 6.1 신묘 | 7 2 임진   | 8 3 계사    | 9 4 갑오   |
| 10 5 을미  | 11 6 병신  | 12 7 정유  | 13 8 무술  | 14 9 기해  | 15 10 경자  | 16 11 신축 |
| 17 12 임인 | 18 13 계묘 | 19 14 갑진 | 20 15 을사 | 21 16 병오 | 22 17 정미  | 23 18 무신 |
| 24 19 기유 | 25 20 경술 | 26 21 신해 | 27 22 임자 | 28 23 계축 | 29 24 갑인  | 30 25 을묘 |
| 31 26 병진 |            |            |            |            |             |            |

| - 7월 16일 - 이구 편집하기 |

## 2005년7월 30일
- 문화방송의 가요프로그램에서 한 출연자의 댄서 2명이 생방송 중 바지를 벗고 성기를 노출하는 사고가 일어났다. 경찰은 이 댄서 2명과 출연자 1명을 불구속 입건했다.

## 2005년7월 28일
- 노무현 대통령이 정치구조 개혁을 위한 연정 제안을 밝혔다. 이에 따르면, 대통령은 권력을 한나라당에 대폭 이양할 용의가 있고, 대신 한나라당은 지역주의에 기반한 기득권을 포기해야 한다고 밝혔다.
- '신문 등의 자유와 기능보장에 관한 법률' 및 동법시행령의 시행에 따라 2005년 7월 28일부터는 인터넷신문을 경영/관리하고자 하는 자는 대통령령이 정하는 바에 따라 주된 사무소 소재지를 관할하는 시/도에 등록을 해야 한다.

## 2005년7월 27일
- 미국항공우주국은 디스커버리 호의 발사 직후 동체 외부의 단열 타일과 확인되지 않은 부품이 떨어져 나간 것으로 확인돼, 조사에 들어갔으며 이후의 모든 우주왕복선 발사 계획이 보류되었다고 밝혔다.
- KBS 일일시트콤 올드미스 다이어리에서 며느리가 시어머니의 뺨을 때리는 장면을 방영하다. 이에 대해 방송위원회에서는 올드미스 다이어리 관련자들에게 중징계를 부과했다.
- 제주도에서 주민투표로 혁신안이 채택되다.
- '위치정보의 보호 및 이용 등에 관한 법률’의 시행에 따라 2005년 7월 27일부터 위치정보를 수집하여 위치기반서비스사업자에게 제공하는 위치정보사업을 하고자 하는 자는 정보통신부장관의 허가를 받아야 하며, 위치정보를 이용한 서비스를 제공하는 위치기반서비스사업을 하고자 하는 자는 정보통신부장관(체신청장)에게 신고를 해야 한다.

## 2005년7월 26일
- 중국 베이징에서 제4차 육자 회담이 시작되었다.
- 홍석현 주미대사가 사의를 표명했다고 전해졌다.
- 혐한류가 출판되었다.
- 미국의 우주 왕복선 디스커버리 호가 플로리다주 케네디 우주센터에서 발사되었다.

## 2005년7월 24일
- 영친왕의 아들인 이구의 영결식이 창덕궁에서 열렸다. 이날 영결식은 조선 왕실의 예법에 따라 치러졌다.

## 2005년7월 22일
- 이상호 X-파일로 알려진 삼성그룹과 중앙일보 홍석현 전 사장이 신한국당 이회창 대통령 선거 후보와 검찰 고위직에게 불법자금을 제공한 의혹이 이 날 MBC 뉴스데스크 방송에서 보도되었다. (데일리서프 보관됨 2022-01-29 - 웨이백 머신 뉴스데스크 보도 내용)
- 국가정보원 과거사건 진실규명을 통한 발전위원회는 1962년 부일장학회 강제헌납이 박정희 당시 국가재건최고회의 의장의 지시와 중앙정보부의 강압에 의해 이뤄졌으며, 1965년 경향신문 강제매각은 김형욱 당시 중앙정보부장의 지시에 의해 이뤄졌고 종합적으로 볼 때 박정희 대통령의 지시에 의해 추진된 것으로 보인다는 조사 결과를 발표했다.
- 영국 런던에서 일어난 7월 21일 폭발사건의 용의자를 찾고 있는 영국 경찰은 사건과 직접 연관된 신원을 알 수 없는 남자 한 명을 사살했다고 밝혔다.
- 마이크로소프트는 개발명 롱혼(Longhorn)으로 알려진 윈도우 다음 판의 정식명칭을 윈도우 비스타(Windows Vista)로 확정했다.

## 2005년7월 21일
- 문민정부때 국가안전기획부가 도청한 것으로 알려진 한 중앙언론사 간부와 재벌기업 임원 사이의 대화 내용이 조선일보, 문화방송, 한국방송 등을 통해 보도되어 파문이 일고 있다. 이 대화 내용에는 재벌그룹과 언론사가 1997년 대통령 선거 때 특정 후보에 지원했던 자금에 대한 논의 등이 포함되어 있는 것으로 알려졌다.
- 영국 런던에 작은 폭발 사고가 발생해 1명이 다쳤다.
- 중국은 위안화 페그제를 폐지하고 복수 통화 바스켓 제도를 도입했다. 중국 인민은행은 21일 위안화 가치를 달러당 8.11위안으로 2.1% 절상하고 복수 통화 바스켓을 구성, 시장의 환율을 반영하겠다고 발표했다.

## 2005년7월 17일
- 아시아나항공 조종사 노조가 사측과의 2004년 단체협상이 결렬되면서 파업에 돌입했다. 조종사 노조는 주요 요구사항으로 총 비행시간 단축과 휴무일 연장, 정년 보장 등을 요구하고 있다. 이로 인해 아시아나항공의 국내선 대부분의 운행이 중단된 상태다.
- 미국 캘리포니아주 애너하임에 위치한 디즈니랜드의 개장 50주년 기념식이 열렸다.

## 2005년7월 16일
- 베스트셀러 소설 해리포터시리즈의 여섯 번째 작품인 해리포터와 혼혈왕자의 영어판이 영국시각 16일 0시를 기해 전 세계에서 발매되었다.
- 현정은 현대그룹회장은 조선민주주의인민공화국의 김정일 국방위원장과 면담, 현대아산의 관광사업을 개성, 평양, 백두산까지 확대하기로 합의했다.
- 영친왕의 아들 이구씨가 일본에서 심장마비로 추정되는 증상으로 사망했다.

## 2005년7월 15일
- 행정자치부는 전국의 토지 소유 현황에 대한 전체 조사결과를 발표했다. 이에 따르면 총인구의 1% 수준인 48만 명이 전체 사유지의 51.5%를 소유하고 있으며, 5%인 243만 명은 82.7%의 땅을 소유하고 있는 것으로 조사됐다.
- 열린우리당은 노무현 대통령에게 8월 15일, 650만 명 규모의 대사면을 건의했다고 밝혔다.

## 2005년7월 14일
- 한국증권선물거래소의 종합주가지수가 10년 7개월 만에 최고치 1061.93 포인트를 기록했다.

## 2005년7월 13일
- 전주교도소를 탈옥한 탈옥수 최병국이 사건 발생 50여 시간 만에 경찰에 체포되었다.(SBS)
- 런던 테러의 용의자 중 4명이 이슬람(파키스탄)계 영국인인 것으로 알려졌다. 현재 영국 경찰은 이미 밝혀진 4명의 용의자 외에 다른 용의자를 찾고 있다고 밝혔다.(한국일보)

## 2005년7월 12일
- 남북경제협력추진위원회 제10차 회의가 마무리됐다. 이번 회의에서 양측은 북측의 지하자원 남측 제공, 경의선, 동해선 철도 금년 개통, 북측에 쌀 차관제공, 개성에 남북경제협력협의사무소 개설 등의 내용을 담은 12개항의 공동합의문을 발표했다. (한겨레 보관됨 2006-01-05 - 웨이백 머신)
- 남한 정부는 북한이 핵을 폐기할 경우, 경수로 건설 대신에 200만 KW의 남한 전력을 직접 북한에 송전해 주겠다는 내용의 대북 중대 제안을 밝혔다. (매일경제)

## 2005년7월 11일
- 전주교도소에서 절도 및 강도상해 혐의로 징역 4년을 선고받고 수감중이던 최병국씨가 탈옥해 경찰이 수사에 나섰다. (동아일보)

## 2005년7월 10일
- 주한미군기지 이전 예정 지역인 경기도 평택에서 미군기지의 이전을 반대하는 내용의 7.10 평화대행진행사가 열렸다. 경찰은 이번 행사가 사전에 허가받지 않았다는 이유로 행사에 참여한 일반인들을 과잉진압해 물의를 빚고 있다. (프로메테우스[깨진 링크(과거 내용 찾기)])
- 키르기스스탄에서 레몬혁명의 주역인 바키예프가 대통령에 당선되다.

## 2005년7월 9일
- 조선민주주의인민공화국은 7월 25일이 시작되는 주에 육자 회담에 복귀하기로 미국과 합의했다고 언론을 통해 보도했다. 음하하핳.(오마이뉴스)

## 2005년7월 8일
- 영화 말아톤이 제42회 대종상영화제에서 남우주연상과 신인감독상 등 6개부문에 수상했다. (FILM2.0[깨진 링크(과거 내용 찾기)])

## 2005년7월 7일
- 영국 런던에서 출근시각 시내의 지하철, 버스에서 네 차례에 걸쳐 연쇄 폭탄테러가 일어났다. 이로 인한 사상자가 천여 명에 달하는 것으로 알려졌다. (경향신문)
- 이용득 한국노총 위원장은 오늘 광화문에서 열린 7.7총파업 전국노동자대회에서 노사정위원회를 탈퇴하겠다고 선언했다. (프레시안)
- 노무현 대통령은 오늘 청와대에서 열린 중앙언론사 보도,편집국장과의 간담회에서 우리 정치의 구조적 문제를 해결한다면 연립정부뿐만 아니라 내각제 수준으로 대통령 권력을 이양할 생각이 있다고 밝혔다. (YTN)

## 2005년7월 6일
- 열린우리당이 추천한 헌법재판소 재판관 조대현 후보자에 대한 선출안이 국회 본회의에서 통과되었다. (서울신문)
- 싱가포르에서 열린 국제올림픽위원회 총회에서 영국 런던이 2012년 제 30회 여름 올림픽 개최지로 선정되었다. (동아일보)

## 2005년7월 5일
- 연예인 서세원은 2002년 8월 연예계 비리 수사당시 자신의 매니저인 하 아무개씨가 고문을 당해 허위자백을 했었다며 검찰 관계자를 고발했다. (세계일보)

## 2005년7월 4일
- 미국항공우주국(NASA)은 혜성 템펠1과 우주 탐사선 딥 임팩트에서 발사한 발사체와의 충돌 실험이 성공했다고 밝혔다. (프레시안)
- 국가인권위원회는 고등학교의 학생 두발단속 및 제한이 헌법에서 보장하는 인격권을 침해한다며 교육목적상 필요한 최소한의 범위에서만 학생의 의견을 수렴해 실시되어야 한다고 권고했다. (한겨레 보관됨 2005-11-27 - 웨이백 머신)

## 2005년7월 1일
- 조선민주주의인민공화국의 수도 평양직할시의 락랑구역과 만경대구역에서 시장을 개장하다.